# Acquisition comprimée
L'acquisition comprimée (en anglais compressed sensing) est une technique permettant de trouver la solution la plus parcimonieuse d'un système linéaire sous-déterminé. Elle englobe non seulement les moyens pour trouver cette solution mais aussi les systèmes linéaires qui sont admissibles. En anglais, elle porte le nom de Compressive sensing, Compressed Sampling ou Sparse Sampling.

## Histoire
Plusieurs disciplines scientifiques utilisent les techniques d'acquisition comprimée depuis très longtemps[réf. souhaitée], mais ce n'est que grâce aux articles d'Emmanuel Candès, Justin Romberg, Terence Tao et David Donoho que l'on a commencé à comprendre quels étaient les ensembles de mesures qui étaient admissibles. En particulier, on s'est aperçu que l'un des moyens de retrouver des signaux parcimonieux était la résolution de problèmes d'optimisation linéaires faisant intervenir la norme {\displaystyle L_{1}}. En statistique, la méthode des moindres carrés a été complétée par la norme {\displaystyle L_{1}} introduite par Laplace. Après l'introduction de l'optimisation linéaire et de l'algorithme du simplexe de George Dantzig, la norme {\displaystyle L_{1}} a été utilisée en statistique numérique. En théorie statistique la norme {\displaystyle L_{1}} a été utilisée par George Brown et plus tard elle servit à définir des estimateurs non-biaisés de la médiane. Elle a été utilisée par Peter Huber et d'autres dans leurs travaux sur les statistiques robustes. Dans les années 1970, la norme {\displaystyle L_{1}} a été utilisée par les sismologues pour analyser les données de réflexions d'ondes entre les couches de l'écorce terrestre lorsqu'elles ne semblaient pas respecter les conditions du théorème d'échantillonnage de Nyquist-Shannon. Toujours en traitement du signal, elle a été introduite en 1993 dans l'algorithme « Matching Pursuit » et dans l'estimateur Lasso par Robert Tibshirani en 1996 et la poursuite de base (basis pursuit) en 1998. Des résultats théoriques permettaient de savoir quand ces algorithmes permettaient de retrouver des solutions éparses, mais le type et le nombre de mesures requis pour cela étaient sous-optimaux et l'algorithme d'acquisition comprimée a permis une amélioration sensible de ce domaine du traitement du signal. Vers 2004, Emmanuel Candès, Terence Tao et David Donoho découvrirent des résultats importants sur le nombre minimum de données nécessaires à la reconstruction d'une image qui apparut plus petit que le nombre minimum déterminé par le critère de Nyquist-Shannon,.

## Principes
On considère un signal {\displaystyle x} à valeur réelle, à une dimension et de longueur finie, que l’on notera sous la forme d’un vecteur colonne de longueur {\displaystyle N}. Dans le cas d’images, ou de signaux de plus grande dimension, on peut agencer les données pour former un long vecteur.
On exprime ce signal dans une «base {\displaystyle \psi }», ce que l'on exprime par la relation linéaire {\displaystyle x=\psi s}. On souhaite choisir la base telle que la majorité des coefficients de {\displaystyle s} soient nuls, c'est-à-dire telle que {\displaystyle x} soit parcimonieux dans la base {\displaystyle \psi }. Ces bases sont connues et habituellement utilisées pour comprimer le signal de départ. L’acquisition comprimée propose d'acquérir directement la version comprimée du signal ce qui évite de traiter les échantillons inutiles.
Le processus de mesure linéaire utilisé consiste à faire {\displaystyle M} produits scalaires, avec {\displaystyle M<N}, entre {\displaystyle x} et une collection de vecteurs {\displaystyle \{\phi _{j}\}}, {\displaystyle j} allant de 1 à {\displaystyle M}. On obtient ainsi les échantillons de mesures {\displaystyle y_{j}=\langle x|\phi _{j}\rangle }. Considérant la matrice de mesure {\displaystyle \phi } ayant pour colonnes les {\displaystyle \phi _{j}}, on peut alors écrire {\displaystyle y} comme : {\displaystyle y=\phi x=\phi \psi s=\Theta s} (avec {\displaystyle \Theta =\phi \psi }).
La conception de la matrice de mesure doit permettre de retrouver les signaux les plus parcimonieux. Pour cela, ces matrices de mesure doivent suivre certaines propriétés dont l'une est appelée RIP (Restricted Isometry Property). De plus {\displaystyle \phi } doit être incohérente par rapport à {\displaystyle \psi }. Il s’avère que ces propriétés sont satisfaites avec une grande probabilité simplement en choisissant aléatoirement {\displaystyle \phi }, par exemple en utilisant une distribution gaussienne. Bien que ces conditions RIP ou d’incohérence soient satisfaites pour certains ensembles de mesures, ce ne sont que des conditions nécessaires et non suffisantes. Il existe d'autres propriétés, aussi non suffisantes, qui permettent d'avoir besoin d'encore moins échantillons pour garantir une reconstruction de signal parcimonieux.
La dernière étape du processus d’acquisition comprimée est la reconstruction du signal de départ. On connaît pour cela les {\displaystyle M} valeurs de {\displaystyle y}, la matrice de mesure utilisée ainsi que la base {\displaystyle \psi }. L’algorithme de reconstruction cherche à retrouver les coefficients de {\displaystyle s}, il est ensuite simple grâce à la connaissance de {\displaystyle \psi } de retrouver {\displaystyle x}, le signal de départ.
Il existe une infinité de solutions {\displaystyle s'} à l’équation {\displaystyle \Theta s'=y}, cependant on cherche la solution minimisant une certaine norme. La norme {\displaystyle L_{2}} mesure l’énergie du signal, c’est pourquoi en faisant une {\displaystyle L_{2}}-minimisation, on ne retrouvera quasiment jamais un résultat qui est K-parcimonieux. La norme {\displaystyle L_{0}} mesure la parcimonie du signal (on compte le nombre d’éléments non nuls), l’optimisation {\displaystyle {\hat {s}}=argmin\|s'\|_{0}} tel que {\displaystyle \Theta s'=y} donne un bon résultat. L’inconvénient est que ce problème n’est pas calculable numériquement. Il a été démontré que l’optimisation basée sur la norme {\displaystyle L_{1}} permet de retrouver exactement un signal K-parcimonieux, de plus le problème de la {\displaystyle L_{1}}-minimisation est convexe.
Sa résolution peut se réduire en un problème d'optimisation linéaire, plus connu sous le nom de poursuite de base (basis pursuit en anglais).

## Applications
Une première application importante est en tomographie, en particulier pour l'IRM et la tomodensitométrie,,.
Il est également envisagé d'appliquer l'acquisition comprimée pour le radar et l'imagerie radar
En 2013, les laboratoires Bell annoncent avoir conçu une caméra sans lentilles, fonctionnant selon le principe de l'acquisition comprimée, avec un capteur ponctuel unique placé derrière un réseau d'orifices programmables.